# Asiya Naqash
Asiya Naqash a.k.a. Asiea Naqash é uma política indiana e ex-membro da Assembleia Legislativa de Jammu e Caxemira, que representou o eleitorado de Hazratbal de 2014 a junho de 2018 até que o governo de coligação foi interrompido pelo Partido Bhartiya Janata e pelo Partido Democrático Popular de Jammu e Caxemira no estado.

## Carreira
A carreira de Asiya começou em 2002, quando ela estabeleceu associações políticas com o Partido Democrático dos Povos de Jammu e Caxemira e, mais tarde, nas eleições para a Assembleia Legislativa de Jammu e Caxemira, foi eleita por Hazratbal Srinagar. Ela actuou como ministra de estado da Saúde e Educação Médica, Habitação e Desenvolvimento Urbano, Indústrias e comércio, Desenvolvimento de Energia e Bem-Estar Social.